# Adrien Dollfus

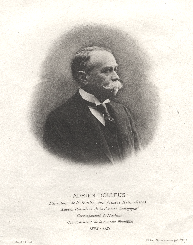

Adrien Frédéric Jules Dollfus (* 21. März 1858 in Dornach bei Mülhausen; † 19. November 1921 in Paris) war ein französischer Zoologe. Seine Forschungsschwerpunkte waren Krebstiere und Trilobiten.

## Leben
Adrien Dollfus war der Enkel des Elsässer Fabrikbesitzers Jean Dollfus (1800–1887), Cousin von Gustave Frédéric Dollfus und ein Verwandter des Parasitologen Robert-Philippe Dollfus (1887–1976). Nach seinem Studium und dem Abschluss zum Bachelor-Abschluss widmete er sich der Erforschung von Krebstieren (insbesondere Asseln) und Trilobiten. 1870 gründete er die Publikation La Feuille des jeunes naturalistes. 1888 heiratete er in Paris Anna Noémie Schlumberger. Aus dieser Ehe gingen drei Kinder hervor. 1876 wurde er Mitglied der Société zoologique de France und von 1912 bis 1913 war er Präsident dieser Gesellschaft.
Dollfus vermachte seine Sammlungen von Krebstieren und Trilobiten, die er unter anderem von den Hawaii-Inseln, aus Afrika oder Sizilien mitbrachte, dem Museum von Elbeuf.
Zu den wissenschaftlichen Erstbeschreibungen von Dollfus gehören mehrere Assel-Gattungen, darunter Stenasellus, Stenociscus, Haedropleura, Odostomella, Mitrolumna, Trophonopsis, Muricopsis, Faucheria, Columbellopsis, Mesarmadillo, Synarmadillo, Ambounia und Caecosphaeroma.

## Dedikationsnamen
Nach Dollfus sind unter anderem folgende Taxa benannt: Eocuma dollfusi Calman, 1907, Stenothoe dollfusi Chevreux, 1887, Jaeropsis dollfusi Norman, 1899, Arcturella dollfusi Monod, 1925, Eurydice dollfusi Monod, 1930, Diastylis dollfusi Fage, 1928.

## Schriften (Auswahl)
- 1889: Crustacea Neerlandica. Nieuwe lijst... door III Isopoda gedetermineerd door
- 1889: Le Muséum de Londres (British Museum of natural history, South-Kensington), notes et impressions
- 1890: Isopodes terrestres du „Challenger“
- 1890: Notice sur les isopodes terrestres de Marseille et de Salon avec descriptions et figures d’espèces nouvelles
- 1891: Mission scientifique du Cap Horn 1882–1883 VI (mit Alphonse-Milne Edwards)
- 1895: Mission scientifique de M. Ch. Alluaud dans le Territoire de Diégo-Suarez (Madagascar-Nord), Avril-Août 1893. Isopodes terrestres recueillis à Diégo-Suarea, à Tamatave et à la Réunion
- 1896: Notices faunistiques: Crustaces isopodes de la sicile
- 1898: Campagnes de la Melita. Tanaidae récoltés par m. Ed. Chevreux dans l’Atlantique et dans la Méditerranée.
- 1899: Ouvrages sur les terrains tertiaires d’Europe et CIRCA: (Paléontologie, Stratigraphie, etc.) : 1re partie: Abbott – Buteux
- 1900: Crustacea isopoda [Hawaii]